# Scotts
Scotts er et svensk danseband der blev dannet i 1992.

## Medlemmer
- Henrik Strömberg - sang, guitar
- Roberto Mårdstam - bas
- Claes Linder - keyboard

### Tidligere medlemmer
- Per-Erik "Lillen" Tagesson - trommer

## Diskografi

### Album
- 'Om det känns rätt - 1992
- 'På vårt sätt - 2008
- 'Upp till dans - 2009
- 'Längtan - 2009
- Vi gör det igen - 2009

### Singler
- En blick, en dans, en kyss (One Dance, One Rose, One Kiss) - 2001
- Du - 2004
- Big Boys'n Pink Ladies	- 2006
- Om igen - 2008
- Jag tror på oss - 2009

### DVD
- På väg till Malung med Scotts - 2010

## Svensktoppen-hits
- "Cassandra" - 1999
- "Marias kärlek" - 2001
- "En blick, en dans, en kyss" (One Dance, One Rose, One Kiss) - 2001
- "Om igen" - 2009
- "Underbar" - 2009
- "Jag ångrar ingenting" - 2010